# Donzenac (tổng)
Tổng Donzenac là một tổng của Pháp tọa lạc tại tỉnh Corrèze trong vùng Lumousin.

## Địa lý
Tổng này được tổ chức xung quanh Donzenac trong quận Brive-la-Gaillarde. Độ cao khu vực này là 95 m (Saint-Viance) đến 431 m (Sadroc) độ cao trung bình trên mực nước biển là 281 m.

## Hành chính
| Giai đoạn | Ủy viên        | Đảng | Tư cách            |
| --------- | -------------- | ---- | ------------------ |
| 2004-2011 | Gilbert Fronty | PS   | thị trưởngAllassac |

### Kết quả bầu cử tổng này ngày 21 tháng 3 năm 2004
- Gilbert Fronty (PS), thị trưởngAllassac
- Yves Laporte (UMP), thị trưởng Donzenac
- Alain Boucheteil (FN)
- Pascal Bagnarol (PCF)

## Phân chia đơn vị hành chính
Tổng Donzenac được chia thành 6 xã và khoảng 9 571 người (điều tra dân số năm 1999 không tính trùng dân số).
| Xã                       | Dân số | Mã bưu chính | Mã insee |
| ------------------------ | ------ | ------------ | -------- |
| Allassac                 | 3 366  | 19240        | 19005    |
| Donzenac                 | 2 147  | 19270        | 19072    |
| Sadroc                   | 636    | 19270        | 19178    |
| Sainte-Féréole           | 1 605  | 19270        | 19202    |
| Saint-Pardoux-l'Ortigier | 404    | 19270        | 19234    |
| Saint-Viance             | 1 413  | 19240        | 19246    |

## Thông tin nhân khẩu
| 1962                                                     | 1968  | 1975  | 1982  | 1990  | 1999  |
| -------------------------------------------------------- | ----- | ----- | ----- | ----- | ----- |
| 7 922                                                    | 8 518 | 8 402 | 8 939 | 9 460 | 9 571 |
| Nombre retenu à partir de 1962 : dân số không tính trùng |       |       |       |       |       |